# 吳邦臣
吴邦臣（？—？），號震崆，锦衣卫官籍，浙江绍兴府山阴县人，明末清初官员。

## 生平
崇祯十二年（1639年）己卯科舉人，十三年（1640年）成庚辰進士，钦授山西道御史，巡视北城九门盐法，管城工。

## 家族
曾祖吴兑，己未进士，太子少保、户部尚书；祖吴有孚，锦衣卫南镇抚司镇守、山东副总兵；父吴孟明，锦衣卫提督东司房官口辦事督同知。

## 引用
1. ↑  《崇禎十三年庚辰科進士三代履歷》：吴邦臣，曾祖兑，己未进士，太子少保、户部尚书；祖有孚，锦衣卫南镇抚司镇守、山东口口兵；父孟明，锦衣卫提督东司房官口辦事督同知。震崆，詩一房，乙卯年十月十五日生，锦衣卫官籍宛平人，己卯十七名，会试二百七十六名，二甲三十六名。钦授山西道御史，巡视北城九门盐法，管城工。